# Marko in Jugoslawien
Marko in Jugoslawien, auch Marko (Originaltitel: Marko bor i Jugoslavien) ist der Titel eines Buches der schwedischen Schriftstellerin Astrid Lindgren, mit den Fotos von Anna Riwkin-Brick. 1962 erschien das Buch bei Rabén & Sjögren. Noch im selben Jahr brachte der Oetinger Verlag das Buch auch in Deutschland heraus.

## Inhalt
Marko lebt in Mazedonien, damals Jugoslawien. Er hat ein kleines weißes Schweinchen, das ihm am Markttag wegläuft. Seine Mutter erklärt Marko und seinem Bruder Petor, dass diese nach dem Schweinchen suchen sollen. Das tun die beiden. Sie finden es schließlich und spielen ein wenig mit ihm. Dann soll Petor auf das Schwein aufpassen. Dieses läuft ihm jedoch erneut weg. Er findet es nicht wieder. Auf der Suche nach dem Schwein werden die Jungen von einer Hochzeit und anderen Ereignissen, wie dem Fund einer geheimen Höhle, abgelenkt. Als Petor und Marko nach einem langen Tag schließlich zu Hause ankommen, ist das Schwein schon dort. Es ist den Weg dorthin zurückgelaufen.

## Hintergrund
Marko in Jugoslawien ist das siebte von insgesamt 15 Büchern aus der Reihe Kinder unserer Erde. Das Buch wurde in viele verschiedene Sprachen übersetzt, darunter auch Englisch. 1962 wurde das Buch in Schweden vom Verlag Rabén & Sjögren erstveröffentlicht. Noch im selben Jahr wurde das Buch in Deutschland vom Oetinger Verlag herausgebracht. Marko in Jugoslawien ist eines der wenigen Bücher aus der Reihe, die in Israel, wo die Bücher einen besonders großen Erfolg feierten, nicht veröffentlicht wurden. Als Grund dafür wurde angegeben, dass es in der Geschichte um ein Schwein geht, das im Judentum als nicht koscher gilt und welches auf den Fotos auch von Marko umarmt wird.
Während ihres elfjährigen Briefwechsels, der auch in dem Buch Ich habe auch gelebt! zu finden ist, schrieb Astrid Lindgren Louise Hartung über das Buch. Sie erklärte, dass Anna Rikwin und die jugoslawische Legation die Fotoaufnahmen in Dalmatien aufnehmen wollten. Am 27. September 1960 reiste Lindgren nach Jugoslawien, wo sie zunächst Urlaub mit Louise Hartung machte, bevor sie sich ab dem 4. Oktober 1960 mit Anna Riwkin traf, um das Fotobuch zu erstellen. Zunächst sollte das Fotobuch in Lovran spielen, später entschied sich Riwkin, es auf Mazedonien zu verlegen, da dieses noch etwas vom „ursprünglichen Balkan“ habe. Als Lindgren Mazedonien verließ, hatte Riwkin jedoch kaum mit dem Buch angefangen.
Nach Abschluss der Reihe erklärte Lindgren, dass ihr die Arbeit mit Riwkin-Brick zwar Freunde bereitet habe, dass sie die Bücher, insbesondere Marko in Jugoslawien, jedoch nicht mehr so gerne mögen würde. Sie sei nicht mit den Fotos von Riwkin-Brick, sondern eher mit ihrer eigenen Leistung als Autorin unzufrieden.

## Ausgaben
- Marko bor i Jugoslavien, Rabén & Sjögren, 1962, schwedische Ausgabe
- Marko lives in Yugoslavia, The Macmillan Company, 1963, US-amerikanische Ausgabe
- Marko in Jugoslawien, Oetinger Verlag, 1962, deutsche Ausgabe, ins Deutsche übersetzt von Margot Franke